# Götgatan, Göteborg
Götgatan är en gata i stadsdelen Nordstaden i Göteborg. Den är cirka 125 meter lång och sträcker sig från Nordstadstorget till Norra Hamngatan.
Gatan anlades efter branden 1794 och fick sitt namn i januari 1796 "i anseende dertill at den wetter emot Göta Elf". Gatan är numera en gata inom Nordstans köpcentrum.